# 邱 (英國)
邱（英語： /kjuː/），或譯基尤，邱区，是英國倫敦泰晤士河畔列治文區下屬一區，是倫敦的郊區之一，位于查令十字西南7.1英里（11.4）處。邱園位于此地。法國大革命發生時有很多難民搬來，但現在已經是倫敦的富人區之一，此地沒有摩天大樓，綠化良好。
“Kew”（最初寫作“Cayho”）一詞源自古法語的“kai”（渡口）和古英語“hoh”（突出的河岸）。

## 擴展閲讀
- Blomfield, David (1994). Kew Past, Chichester, Sussex: Phillimore & Co. Ltd. ISBN 0-85033-923-5
- Blomfield, David, , London: Leyborne Publications, 2011, ISBN 0-9520515-3-2
- Blomfield, David; May, Christopher, , London: Richmond Local History Society, 2016, ISBN 978-0-9550717-4-4
- Walford, Edward, , , London: Cassell & Co., 1883, OCLC 3009761

## 外部連接
- Kew TW9 community website （页面存档备份，存于）
- Kew area profile
- HistoryWorld: Kew timeline
- Richmond Local History Society （页面存档备份，存于）